# 반곡천
반곡천(盤谷川)은 울산광역시 울주군 언양읍 다개리의 다개저수지에서 발원하여 동류하다가 갈밭천과 합류하여 남동류하고 반곡리 중심지에서 동류하다가 울산광역시 울주군 언양읍 대곡리에서 태화강의 지류인 대곡천(현재 태화강 본류)으로 흘러드는 강이다.울산광역시는 2011년 12월 13일 유로변경을 제시했는데 1안은 들여 반구대 암각화상·하류에 제방을 만들어 물길을 돌리는 방안이며 2안은 대곡천과 이 강에 제방을 설치해 물길을 돌리는 방안이다.